# Drevant
Drevant ist eine französische Gemeinde mit 551 Einwohnern (Stand: 1. Januar 2022) im Département Cher in der Region Centre-Val de Loire; sie gehört zum Arrondissement Saint-Amand-Montrond und zum Kanton Saint-Amand-Montrond.

## Geographie
Drevant liegt etwa 42 Kilometer südsüdöstlich von Bourges am Cher, der die westliche und südliche Gemeindegrenze bildet. Umgeben wird Drevant von den Nachbargemeinden Saint-Amand-Montrond im Norden und Nordwesten, Colombiers im Osten und Südosten, Ainay-le-Vieil im Süden, La Groutte im Westen und Südwesten sowie Saint-Georges-de-Poisieux im Westen und Nordwesten.

## Bevölkerungsentwicklung
| 1962                       | 1968 | 1975 | 1982 | 1990 | 1999 | 2006 | 2018 |
| -------------------------- | ---- | ---- | ---- | ---- | ---- | ---- | ---- |
| 260                        | 283  | 355  | 486  | 533  | 610  | 631  | 546  |
| Quellen: Cassini und INSEE |      |      |      |      |      |      |      |

## Sehenswürdigkeiten
- Reste der gallorömischen Siedlung, insbesondere die Bäder und  das Amphitheater, Monument historique
- Priorat von Drevant, seit 1926 Monument historique

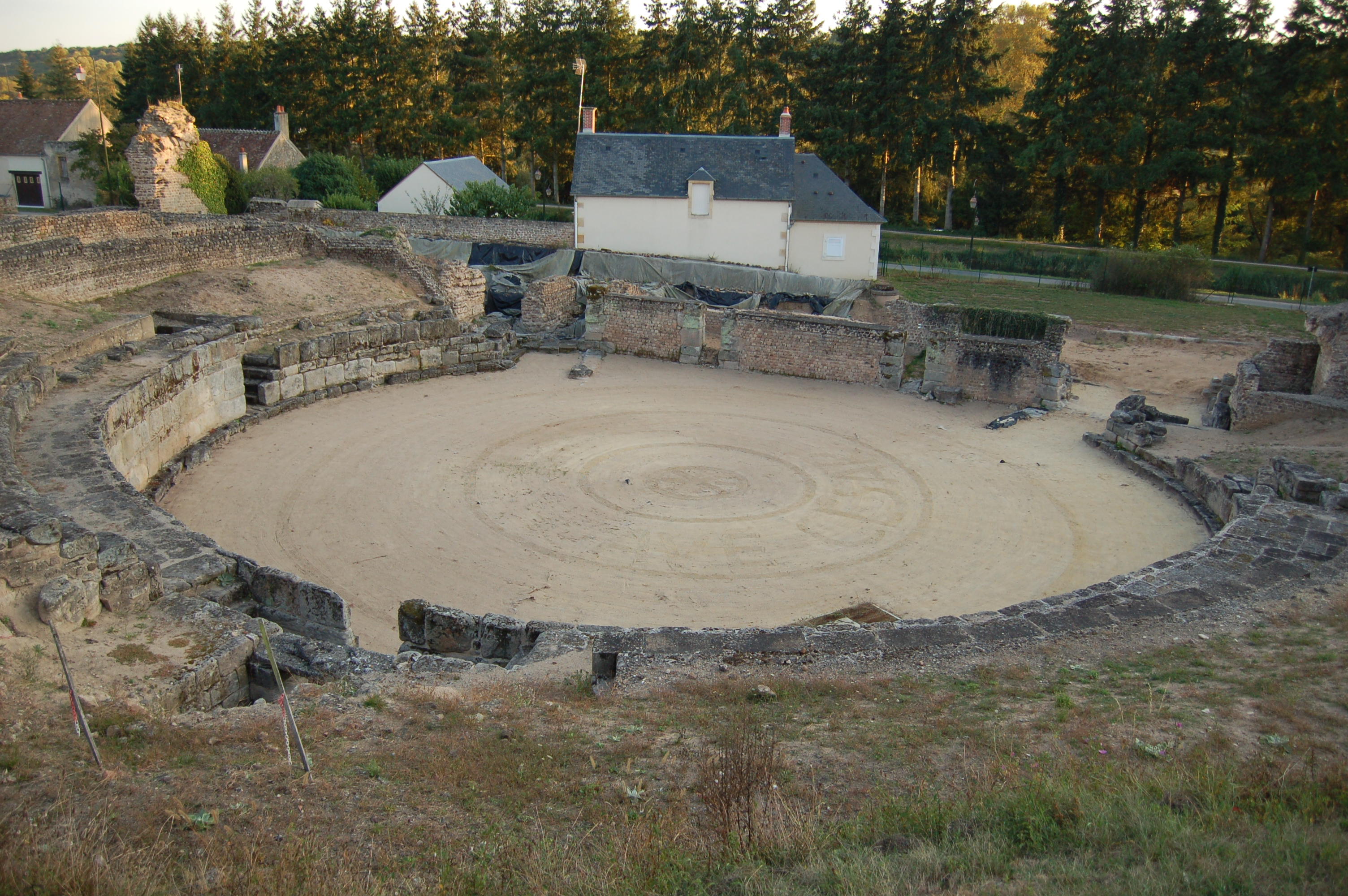
Amphitheater
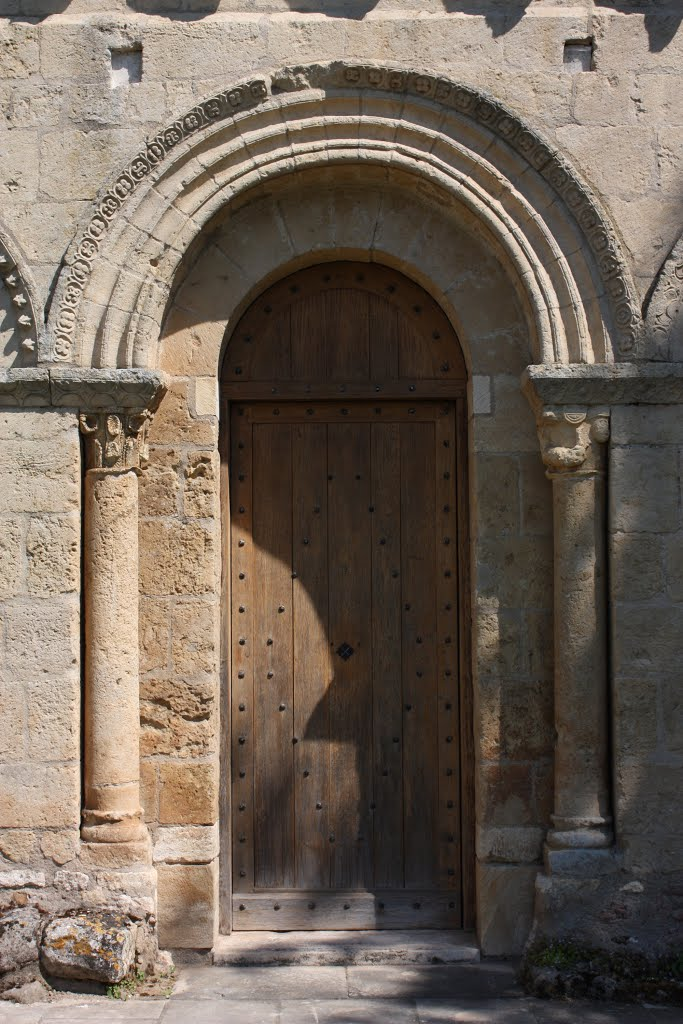
Eingang in die Prioratskirche